# Liste des députés européens de Belgique de la 2e législature
Lors des élections européennes de 1984, 24 députés européens sont élus en Belgique. Leur mandat débute le 24 juillet 1984 et se termine le 24 juillet 1989.
- Les socialistes du Parti socialiste (wallon) et du Parti socialiste (flamand) obtiennent 9 sièges.
- Les démocrates-chrétiens du Parti populaire chrétien et du Parti social-chrétien obtiennent 6 sièges.
- Les libéraux du Parti réformateur libéral et du Parti pour la liberté et le progrès obtiennent 5 sièges.
- Les nationalistes flamands de la Volksunie obtiennent 2 sièges.
- Les écologistes de Agalev et de Parti écologiste obtiennent 2 sièges.

3 d'entre eux quittent leurs fonctions avant la fin de leur mandat et sont remplacés par leurs suppléants, ce qui porte à 27 le total des personnes ayant occupé ce poste.
| Nom                                                               | Parti                               | Groupe                                   |
| ----------------------------------------------------------------- | ----------------------------------- | ---------------------------------------- |
| Raymonde Dury                                                     | Parti socialiste                    | SOC                                      |
| Marcel Remacle                                                    | Parti socialiste                    | SOC                                      |
| Ernest Glinne                                                     | Parti socialiste                    | SOC                                      |
| José Happart                                                      | Parti socialiste                    | SOC                                      |
| Claude Desama (Remplace Anne-Marie Lizin le 10 mai 1988.)         | Parti socialiste                    | SOC                                      |
| Alfons Boesmans (Remplace Karel Van Miert le 4 novembre 1985.)    | Socialistische Partij               | SOC                                      |
| Marijke Van Hemeldonck                                            | Socialistische Partij               | SOC                                      |
| Willy Vernimmen                                                   | Socialistische Partij               | SOC                                      |
| Raphaël M.G. Chanterie                                            | Christelijke Volkspartij            | PPE                                      |
| Lambert Croux                                                     | Christelijke Volkspartij            | PPE                                      |
| Rika De Backer-Van Ocken                                          | Christelijke Volkspartij            | PPE                                      |
| Pol Marck                                                         | Christelijke Volkspartij            | PPE                                      |
| Gérard Deprez                                                     | Parti social-chrétien               | PPE                                      |
| Fernand Herman                                                    | Parti social-chrétien               | PPE                                      |
| Luc Beyer de Ryke                                                 | Parti réformateur libéral           | LDR                                      |
| Anne André-Léonard (Remplace Daniel Ducarme le 12 novembre 1985.) | Parti réformateur libéral           | LDR                                      |
| Michel Toussaint                                                  | Parti réformateur libéral           | LDR                                      |
| Karel De Gucht                                                    | Partij voor Vrijheid en Vooruitgang | LDR                                      |
| August de Winter                                                  | Partij voor Vrijheid en Vooruitgang | LDR                                      |
| Willy Kuijpers                                                    | Volksunie                           | ARC                                      |
| Jaak Vandemeulebroucke                                            | Volksunie                           | ARC                                      |
| Paul Staes                                                        | Agalev                              | ARC                                      |
| François Roelants du Vivier                                       | Ecolo                               | ARC                                      |
| Jef Ulburghs                                                      | Socialistische Partij               | NI (1984-1987) CDI (1987) NI (1987-1989) |

## Source
- Les députés de la deuxième législature, site du Parlement européen.